# Stephan Middelboe (biskop)
 Der er flere personer med dette navn, se Stephan Middelboe.
Stephan Middelboe (født 22. september 1730 i Sogndal, død 1. december 1811) var en dansk-norsk biskop. Han var far til søofficeren Bernhard Middelboe.
Stephan Middelboe var søn af handelsmanden Oluf Amundsen Middelboe og Magdalene Marie, født Hindsholm. Han blev student fra Bergens Skole i 1751 og tog sin attestats i 1755. Året efter blev han personel kapellan (præst) i Askevold (Bergens Stift) hos senere biskop Frederik Arentz. Efterfølgende var Middelboe i en kort tid hjælpepræst hos stiftsprovst Bützow i København. Han blev feltpræst i 1762 og sognepræst i Askevold i 1763.
Middelboe giftede med Marie Kirstine Bildsøe, den ældste datter af dr. theol. P.M. Bildsøe. Som biskop lykkedes det P.M. Bildsøe at få Middelboe til Aarhus som provst og sognepræst ved Vor Frue Kirke i 1766. Stephan Middelboe havde hans virke her igennem 15 år, indtil han i 1781 blev stiftsprovst i Ribe og senere i 1786 biskop. I 1779 blev han tildelt en teologisk doktorgrad ved Københavns Universitet i anlednings af universitets 300 års jubilæum.
Syv måneder efter hans første hustrus, Marie Kirstine Bildsøe, død 2. februar 1807 giftede den 77-årige biskop sig med Georgine Grubbe Kaas (1760-1835), som var datter af kommandørkaptajn Malte Kaas. Georgine Grubbe Kaas havde været hofdame hos de russiske prinsesser i Horsens. På grund af sin høje alder blev Stephan Middelboe afskediget som biskop i 1811.